# Букурія
Буку́рія (рум. Bucuria) — село в Кагульському районі Молдови, утворює окрему комуну.
Село розташоване на річці Велика Салча.